# Bianca Rinaldi
Bianca Rinaldi (San Paolo, 15 ottobre 1974) è un'attrice brasiliana.

## Biografia
Discendente di italiani, ha partecipato a numerose telenovelas, tra cui il remake di La schiava Isaura.

## Filmografia

### Cinema
- Lua de Cristal, regia di Tizuka Yamasaki (1990)
- Sonho de Verão, regia di Paulo Sérgio de Almeida (1990)
- Didi Quer Ser Criança, regia di Alexandre Boury e Reynaldo Boury (2004)
- O Inferno de Cada Um, regia di Miguel Rodrigues (2012)
- Sinal, regia di Charles Daves - cortometraggio (2013)

### Televisione
- Malhação (1997) (Rede Globo)
- Pequena Travessa (2002) (SBT)
- Picara Sonhadora (2003) (SBT)
- Escrava Isaura (2004) (Rede Record)
- Prova de Amor (2005) (Rede Record)
- Caminhos do coração (2007-2008) (Rede Record)
- Os Mutantes: Caminhos do Coração (2008-2009) (Rede Record)
- Ribeirão do tempo (2010-2011) (Rede Record)
- Em família (2014)